# 九点円

九点円

九点円（きゅうてんえん、英: nine-point circle）は、三角形において特定の9個の点を通る円の名称である。発見した人の名前から、オイラー円（英: Euler's circle）・フォイエルバッハ円（英: Feuerbach circle）とも呼ばれる。

## 概要

九点円

九点円は三角形ABCの以下の9個の点を通る。
- 3辺の中点（D、E、F）
- 3頂点から対辺に下ろした垂線の足（G、H、I）
- 垂心と3頂点の中点（J、K、L）

九点円の中心Nはオイラー線上の垂心と外心の中点であり、半径は外接円の半径Rの半分R/2である。

## 歴史
三角形上の6個の点（上述の点のうち辺上にあるもの）を通る円の存在をオイラーが1765年に証明していたともいわれる。
九点円が三角形上の6個の点に加えて残りの3点を通ることは、フランスのジャン＝ヴィクトル・ポンスレとシャルル・ブリアンションによって1821年に証明された。その翌年の1822年に、ドイツのカール・フォイエルバッハが同じ円が三角形の内接円と傍接円に接することも含めてモノグラフで証明を発表した。さらにその後の1842年に、フランスのオルリー・テルケムがフォイエルバッハの定理の解析的な証明を与え、この円を九点円（仏: le cercle des neuf points、英: nine-point circle）と命名した。この円は六点円とも呼ばれていたが、現在六点円は三角形上の別の円を指す名称となっている。

## 証明

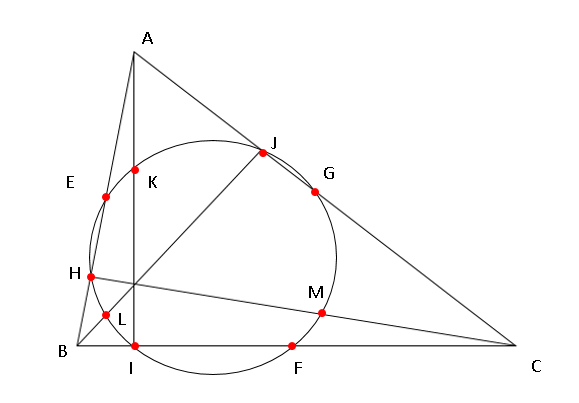
九点円

右図で四角形ELMGを作る。中点連結定理より、EG, LM, BCは平行となり、EL, AI, GMも平行となる。AI, BCは垂直となる。以上より、四角形ELMGは長方形で、その4つの頂点は同一円周Γ上にある。したがって、この長方形ELMGの対角線EM, LGは、円Γの直径となる。角LJGは90゜だから、JはLGを直径とする円Γ上にあることが分かる。同様にHもEMを直径とする円Γ上にある。次に、四角形KLFGについて同様に議論すると、四角形KLFGは長方形となる。したがって、その4つの頂点は同一円周Γ'上にあり、IはKFを直径とする円Γ'上に, JもLGを直径とする円Γ'上にあることが分かる。しかし、LGを直径とする円は一つしかないので、上記の二つの円Γ, Γ'は一致する。
以上より、9点が同一円周Γ上にあることが分かる。

## 関連する性質

### フォイエルバッハの定理
フォイエルバッハは、1822年に以下の定理を証明している。
フォイエルバッハの定理 ― 九点円は内接円に内接し、傍接円に外接する。
この定理は「フォイエルバッハの定理」と呼ばれる、九点円に関する最も有名な定理のひとつである。
九点円と内接円の接点をフォイエルバッハ点と呼ぶ。
この定理は、ロジャースの定理や、ハートの定理、フォントネーの定理などに一般化されている。他にも、ラウル・ブリカールやフランク・モーリーなどがこの定理の拡張について述べている。

### その他の性質
他に以下のような性質がある。
- 三角形の3個の頂点と垂心の4点からどの3個を選んでも、その三角形に対する九点円は同じになる[9]。
- 外接円の対蹠点上にある2点から導かれる2本のシムソン線は、九点円上で直交する[注釈 2]。
- 垂心と外接円上の任意の点の中点は九点円上にある[注釈 3]。

また、九点円の定理から以下のことも導かれる。
- 三角形の内心Iと傍心 IA, IB, IC の中点、傍心 IA, IB, IC 同士の中点はどれも外接円上にある[注釈 4]。これはトリリウムの定理を含んでいる。

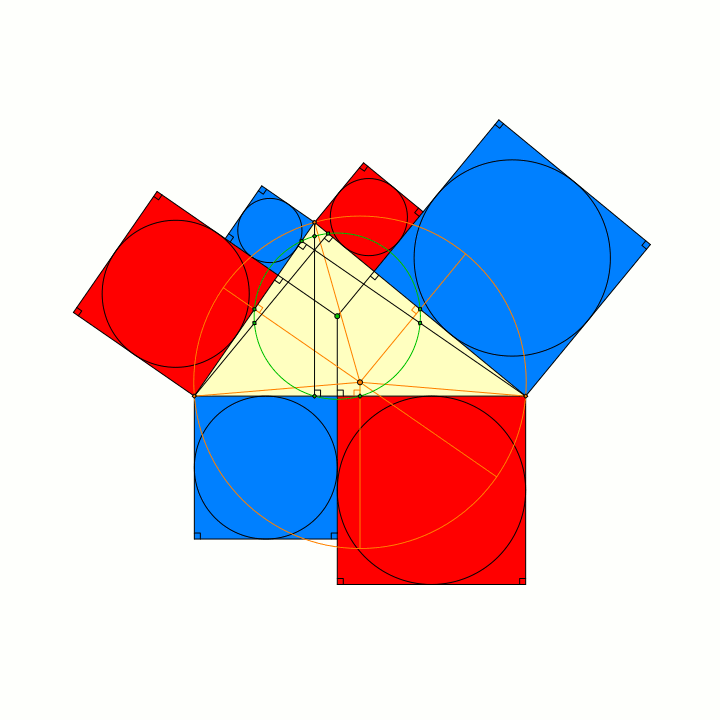
図のように三角形（黄）の九点円（緑）の中心から当該三角形の各辺への垂線として交わる点で辺を分割して分割後の長さの辺を持つ正方形６個を描き、それらの正方形の面積の巡回奇偶別合計を求めると、両合計面積（赤・青）は等しくなっている（カルノーの定理）。
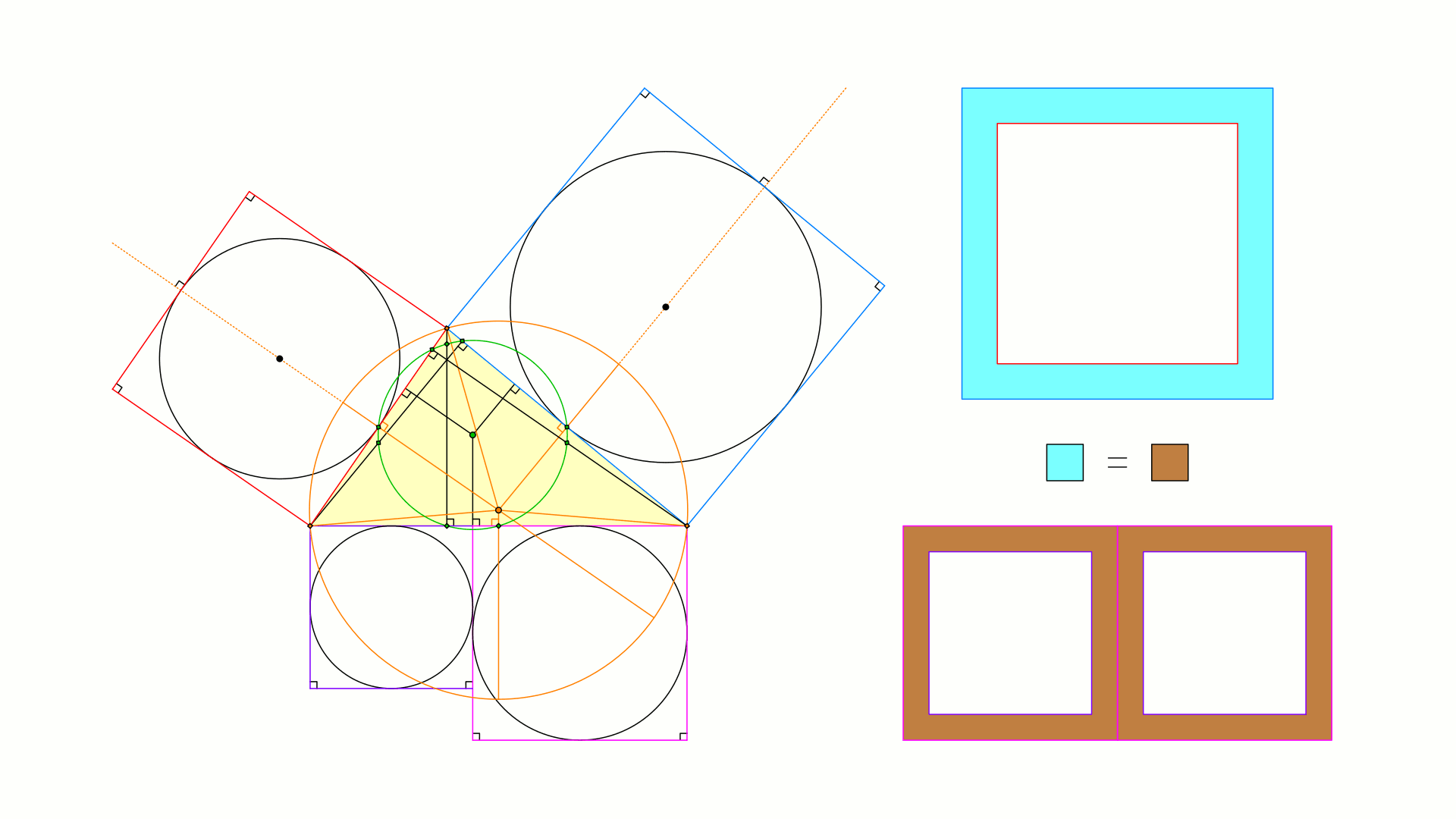
図のように三角形（黄）の底辺が当該三角形の九点円（緑）の中心からの垂線で分割されている場合、分割後の長さの辺（紫・桃）を持つ正方形同士の面積の差は、頂点へ向けての二辺それぞれを辺として持つ正方形（赤・青）同士の面積の差の半分となっている。